# Pameridea roridulae
Pameridea roridulae – gatunek pluskwiaka z rodziny tasznikowatych i podrodziny Bryocorinae.
Gatunek ten bytuje wyłącznie na południowoafrykańskich roślinach drapieżnych z rodzaju tuliłezka. Początkowo sądzono, że silne owłosienie ciała pluskwiaka jest adaptacją do zapylania tych roślin, a sam pluskwiak odżywia się ich tkankami. Późniejsze badania wykazały jednak, że gatunek ten jest drapieżnikiem lub padlinożercą wyspecjalizowanym w owadach złapanych przez roślinę, a jego rola w zapylaniu jest mniejsza.